# Дмитренко Ганна Володимирівна
Ганна Володимирівна Дмитренко (нар. 13 січня 1958, село Чевельча, тепер Оржицького району Полтавської області) — українська радянська діячка, оператор по відгодівлі свиней колгоспу імені Леніна Оржицького району Полтавської області. Депутат Верховної Ради УРСР 11-го скликання.

## Біографія
Освіта середня.
З 1976 року — вишивальниця виробничо-художнього об'єднання «Полтавчанка» Полтавської області.
З 1978 року — оператор по відгодівлі свиней колгоспу імені Леніна Оржицького району Полтавської області.
Потім — на пенсії в селі Заріг Оржицького району Полтавської області.

## Нагороди
- ордени
- медалі